# Шембек (герб)
Ше́мбек (пол. Szembek) — шляхетський герб родини Шембеків. Затверджений після індигенату 1566 року. 

## Опис
Має щит, що скошений справа золотою перев'язю з трьома червоними трояндами. Вернє поле щита, праворуч перев'язі, — синє; нижнє поле, ліворуч, — червоне. В обох полях по одному срібному цапові навсторчки. У нашоломнику — подібний цап між двох крил, що мають червоно-сині кольори й обрамлені золотою перев'язю із червоною трояндою на кожній. Намет — ліворуч червоний, підбитий золотом; праворуч синій, підбитий сріблом.

## Вплив на територіальну геральдику

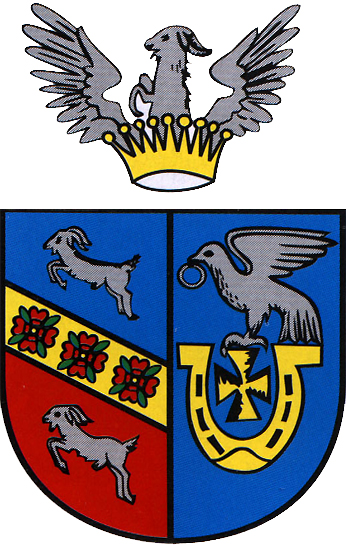
Герб міста Краєнські

Герб колишнього міста Краєнські, в даний час села, що претендує на відновлення міських прав, складається з герба, що поєднує шляхетні герби Шембек і Яструбець. Над щитом - клейнод герба Шембек. Рід Шембеків був останніми власниками міастечка Краєнські.